# Гвоздков, Вячеслав Алексеевич
Вячеслав Алексеевич Гвоздков (20 апреля 1947, Сливен, НРБ — 21 января 2018, Самара, Россия) — советский, затем российский театральный режиссёр и актёр, педагог, учёное звание — доцент (2011), заслуженный деятель искусств Узбекской ССР (1987) и России (2001). Поставил более 150 спектаклей в России и в Европе.

## Биография
Вячеслав Алексеевич Гвоздков родился 20 апреля 1947 года в городе Сливен (Болгария).
В 1968 году окончил актёрское отделение Саратовского театрального училища.
В 1979 году окончил режиссёрский факультет ЛГИТМиК (мастерская Г. А. Товстоногова).
Вячеслав Гвоздков в разные годы работал в различных театрах:
- с 1968 по 1970 год был артистом Алтайского краевого театра юного зрителя,
- с 1970 по 1974 год был артистом Ленинградского областного государственного Малого драматического театра,
- с 1980 по 1984 год был художественным руководителем Молодёжного театра в Ростове-на-Дону,
- с 1984 по 1989 год был художественным руководителем Ташкентского русского академического театра драмы.
- с 1990 по 1995 год был художественным руководителем Санкт-Петербургского театра «Балтийский дом» и директором международного театрального фестиваля «Балтийский дом»
- с 1995 по 2018 год — художественный руководитель, генеральный директор Самарского драматического театра.

Ставил спектакли в Омске, Магнитогорске, Краснодаре, Новосибирске, Челябинске, Уфе, а также в Эстонии.
Вёл преподавательскую деятельность в Ташкентском театрально-художественном институте, Санкт-Петербургской государственной академии театрального искусства и в Самарском Университете Наяновой.
Был женат, имел трёх дочерей и сына.
23 января 2018 Самара простилась с В. А. Гвоздковым.Место захоронения — кладбище Сертолово, Всеволожский район, Ленинградская область.

## Признание и награды
- в 1981 году — Гран-при Международного фестиваля молодой режиссуры, г. Тбилиси, за спектакль «Будто мы не знакомы друг с другом» («Нина») А.Кутерницкого, Ростовский театр юного зрителя
- в 1987 году — Заслуженный деятель искусств Узбекской ССР
- в 1993 году — Номинация «Лучший спектакль», Фестиваль Балтийский дом, Санкт-Петербург, за спектакль «О мышах и людях» Д. Стейнбека, Театр «Угала», Вильянди, Эстония
- в 1996 году — премия в номинации «Лучшая режиссёрская работа», фестиваль «Театр без границ» г. Магнитогорск, за спектакль «О мышах и людях» Д. Стейнбека, Самарский академический театр драмы им. М.Горького
- в 1997 году — лауреат губернской премии «Самарская театральная муза» в номинации «Лучшая режиссёрская работа» за спектакль «О мышах и людях» Д. Стейнбека, Самарский академический театр драмы им. М.Горького[8]
- в 1998 году — лауреат губернской премии «Самарская театральная муза» в номинации «Лучшая режиссёрская работа» за спектакль «Король, дама, валет» В. Набокова, Самарский академический театр драмы им. М.Горького[8]
- в 2000 году — лауреат губернской премии «Самарская театральная муза» в номинации «Лучшая режиссёрская работа» за спектакль «Душечка» А. Чехова, Самарский академический театр драмы им. М.Горького
- в 2001 году — Заслуженный деятель искусств Российской Федерации[9].
- в 2003 году — лауреат губернской премии «Самарская театральная муза» в номинации «Лучшая режиссёрская работа» за спектакль «Звуки музыки» Х. Линдсея, Р. Кроуза, Самарский академический театр драмы им. М.Горького
- в 2009 году — номинант российской национальной театральной премии «Золотая маска» «За лучший спектакль», «За лучшую режиссуру», спектакль «Полковник птица», Х. Бойчева, Самарский академический театр драмы им. М.Горького
- в 2017 году — памятный знак «Куйбышев — запасная столица»[10]

## Творчество

### Роли в театре

#### МДТ (Ленинград)(1970—1974)
- «Таланты и поклонники» А. Н. Островского, Мелузов[11]
- «Привидения» Г. Ибсена, Освальд[11]
- «Эй ты, — здравствуй!» Г. Мамлина, Валерка[11]
- «Вкус мёда» Ш. Дилени, Джеффри[11]
- «Женитьба» Н. Гоголя, Степан
- «Винни-Пух» по А. Милну, Тигра

### Постановки в театре

#### Русский драматический театр Карельской АССР
- 1979 — «Честный авантюрист» К. Гольдони[11]

#### Театр юного зрителя им. Н. Островского г. Киров
- 1980 — «Старый дом» Алексея Казанцева[11]

#### Ростовский театр юного зрителя
- 1981 — «Будто мы не знакомы друг с другом» («Нина») А.Кутерницкого[11]
- 1981 — «Разговоры в учительской, слышанные Толей Апраксиным лично» А. Каца
- 1983 — «Сын полка» В. Катаева
- 1983 — «Дорогая Елена Сергеевна» Людмилы Разумовской[3]

#### Ташкентский русский театр драмы
- 1983— «Полёт над гнездом кукушки» К. Кизи[11][12]
- 1984 — «Сад без земли» по пьесе Людмилы Разумовской[13]
- 1985 — «Зинуля» А. Гельмана[11]
- 1985 — «Последний посетитель» В. Дозорцева
- 1985 — «Так победим» М. Шатрова
- 1985 — «Рядовые» А. Дударева
- 1986 — «Завтрак с неизвестными» В. Дозорцева
- 1987 — «Дальше…Дальше…Дальше» М. Шатрова
- 1988 — «Звёзды на утреннем небе» А. Галина[3][11]

#### Таллинский молодёжный театр
- 1983 — «Старый дом» Алексея Казанцева[13][14]
- 1985 — «Полёт над гнездом кукушки» К. Кизи[13][14]

#### Театр «Угала», Вильянди, Эстония
- 1983 — «Порог» Алексея Дударева[15]
- 1994 — «Наш городок» Торнтона Уайлдера[15]
- 1994 — «О мышах и людях» по Д.Стейнбеку[11]
- 2001 — «Униженные и оскорблённые» Фёдора Достоевского[15]

#### Театр «Ванемуйне», Тарту, Эстония
- 1994 — «Человек. Животное. Добродетель» Л. Пиранделло

#### Ленинградский государственный театр имени Ленинского комсомола
- 1991 — «Мастер-класс» Д. Поунелла[11]
- 1992 — «Браво Венеция» А. Галина
- 1993 — «На золотом озере» Р. Томпсона[11]

#### Краснодарский академический театр драмы
- 2004 — «Номер 13» Рэя Куни[16]

#### Государственный молодёжный театр Литвы
- 2013 — «Академия смеха» Коки Митани[17]

#### Самарский академический театр драмы им. М.Горького
- 1996 — «О мышах и людях» Джона Стейнбека[8]
- 1996 — «Человек, Животное, Добродетель» Луиджи Пиранделло[8]
- 1997 — «Король, дама, валет» В. В. Набокова[8]
- 1998 — «Замок в Швеции» Франсуазы Саган[8]
- 1998 — «Лошадь в обмороке» Франсуазы Саган[8]
- 1998 — «Пиковая дама» А. C. Александра Пушкина[8]
- 1999 — «Пока она умирала». Надежды Птушкиной[8]
- 2000 — «Душечка» А. П. Чехова[8]
- 2001 — «Униженные и оскорблённые» Ф. М. Достоевского[8]
- 2002 — «Любовные письма» А. Гурней[8]
- 2002 — «Академия смеха» Коки Митани[8]
- 2003 — «Номер 13» Рэя Куни[8]
- 2003 — «Звуки музыки» Х. Линдсей, Р. Кроуз[8]
- 2004 — «Спокойный день в конце войны» Р. Ибрагимбекова[8]
- 2004 — «Особо любящий таксист» Рэя Куни[8]
- 2005 — «Ребята, я к вам!» А. Кутерницкого[8]
- 2005 — «Месье Амилькар или Человек, который платит» Ива Жамиака[8]
- 2007 — «Смешные деньги» Рэя Куни[8]
- 2008 — «Полковник птица» Христо Бойчева[8].
- 2010 — «Коля+Оля» Леонида Андреева[8]
- 2011 — «Дон Жуан» Ж.-Б. Мольера[8]
- 2012 — «Август. Графство Осэйдж» Трейси Леттса[8]
- 2013 — «Яма» Александра Куприна, совместно с Е. Лазаревой[8]
- 2015 — «Побег из Шоушенка» Стивена Кинга[8]
- 2017 — «Жанна» Ярославы Пулинович[8]
- 2017 — «Касатка» Алексея Толстого[8][18]
- 2018 — «Старый дом» Алексея Казанцева[8]